# Friuli Aquileia Verduzzo Friulano superiore
 (septembre 2024).
Si vous disposez d'ouvrages ou d'articles de référence ou si vous connaissez des sites web de qualité traitant du thème abordé ici, merci de compléter l'article en donnant les références utiles à sa vérifiabilité et en les liant à la section « Notes et références ».
Le Friuli Aquileia Verduzzo Friulano superiore est un vin blanc italien de la région Frioul-Vénétie Julienne doté d'une appellation DOC depuis le 6 août 1988. Seuls ont droit à la DOC les vins blancs récoltés à l'intérieur de l'aire de production définie par le décret. 

## Aire de production
Les vignobles autorisés se situent en province  d'Udine dans les communes de Bagnaria Arsa, Cervignano del Friuli, Aquileia, Fiumicello, Villa Vicentina, Ruda, Campolongo Tapogliano, Aiello del Friuli, Visco et San Vito al Torre ainsi qu'en partie dans les communes de Santa Maria la Longa, Palmanova, Terzo d'Aquileia, Chiopris-Viscone, Trivignano Udinese et Gonars.
Le Friuli Aquileia Verduzzo Friulano superiore répond à un cahier des charges plus exigeant que le Friuli Aquileia Verduzzo Friulano, essentiellement en relation avec le taux d’alcool.

## Caractéristiques organoleptiques
- Couleur : jaune doré au jaune paille
- Odeur : vineux, caractéristique, agréable
- Saveur : sec ou aimable, plein, délicat, légèrement tannique

Le Friuli Latisana Verduzzo Friulano superiore se déguste à une température de 8 à 10 °C et il se gardera de 1 à 3 ans.

## Production
Province, saison, volume en hectolitres :
- pas de données disponibles